# Derxia gummosa
Derxia gummosa es una bacteria gramnegativa del género Derxia. Fue descrita en el año 1960, es la especie tipo. Su etimología hace referencia a producción de goma. Es aerobia, móvil, con abundante cápsula y con capacidad de fijar el nitrógeno. Tiene un tamaño de 1-1,2 μm de ancho por 3-6 μm de largo. Catalasa negativa. Forma colonias amarillas. Temperatura de crecimiento entre 15-42 °C, óptima entre 25-35 °C. Es sensible a cloranfenicol, estreptomicina, neomicina y penicilina. Se ha aislado del suelo en India. 